# グッドモーニングジャパン
『グッドモーニングジャパン』は、1990年4月2日から同年6月29日までフジテレビ系列で放送されたフジテレビ制作の朝の情報番組である。放送時間は毎週月曜 - 金曜 7:00 - 7:45 (JST) 。

## 概要
アメリカンスタイルを意識した若者向けの情報番組で、キャプテン・ジョージ（現 ケビン・クローン）、泉本教子（現 泉本のり子）、川村ティナらがメイン司会を務めていた。他に椎名桂子、具志堅ティナ、戸田研一郎（現・研音社長）らが出演していた。また、本番組には乙女塾出演のコーナー『おはよう乙女塾』が存在した。
しかし、兼ねてから裏番組の『NHKモーニングワイド』（NHK総合）と『ズームイン!!朝!』（日本テレビ）が強かったこともあり、番組は低視聴率に喘ぎ、僅か1クール（3か月）で終了。後番組は荻島正己を迎えて、オーソドックスな内容に戻した『アンテナホット7』として立て直しを図ることになった。
前枠の『FNN朝駆け第一報!』と同様に在京キー局の朝番組では初めてカスタム時刻表示が導入された。本番組では数分おきに色が変わるカラフルな配色の時刻表示を左上に表示していた。しかし、本番組終了後『めざましテレビ』開始までカスタム時刻表示は導入されなくなる。
1989年4月3日から1990年3月30日まで放送されていた朝の情報番組『トークシャワー』では報道番組のテロップを使い制作局を出していなかったが、当番組は「おはよう!ナイスデイ』『タイム3』などと同じ情報番組のテロップを使い「制作著作 フジテレビ」の文字を出していた（後継番組の『アンテナホット7』『朝だ!どうなる』も同様。。

## スタッフ
- 構成：君塚良一
- 美術プロデューサー：山田茂夫
- 技術協力：共同テレビ
- ディレクター：落合正幸
- プロデューサー：西山仁紫

## 放送局
前番組『トークシャワー』やそれ以前の番組群と同様に、フジテレビ系列局であってもこの番組を放送しない地方局がいくつか存在した。東海テレビはこの時間帯、テレビアニメの再放送とローカルニュースを放送していた。日本テレビ系列とのクロスネット局である（当時）テレビ長崎、テレビ大分、鹿児島テレビの3局はこの時間帯、日本テレビの『ズームイン!!朝!』を放送していた。
| フジテレビ系 平日朝の情報番組枠                                                               | フジテレビ系 平日朝の情報番組枠 | フジテレビ系 平日朝の情報番組枠 |
| 前番組                                                                                        | 番組名                          | 次番組                          |
| --------------------------------------------------------------------------------------------- | ------------------------------- | ------------------------------- |
| トークシャワー                                                                                | グッドモーニングジャパン        | アンテナホット7                 |
| フジテレビ 平日7:00 - 7:40枠                                                                  |                                 |                                 |
| トークシャワー                                                                                | グッドモーニングジャパン        | アンテナホット7 （7:00 - 7:45） |
| フジテレビ 平日7:40 - 7:45枠                                                                  |                                 |                                 |
| 月-ことわざハウス 火-平成お元気娘 水-ホットレポート千葉 木-ちょっとシネマ 金-発見・街なかの旅 | グッドモーニングジャパン        | アンテナホット7 （7:00 - 7:45） |